# Daniel Maurate
Daniel Ysaú Maurate Romero (Acolla, 26 de marzo de 1965) es un abogado y político peruano. Ejerce como ministro de Trabajo bajo el gobierno de Dina Boluarte desde septiembre del 2023, cargo que también ocupó anteriormente durante el gobierno de Ollanta Humala. Fue también ministro de Justicia desde abril hasta septiembre del 2023.

## Biografía
Daniel Maurate nació el 26 de marzo de 1965 en el distrito de Acolla, ubicado en la provincia de Jauja del departamento de Junín.
Estudió en la Institución Educativa "Antenor Rizo Patrón Lequerica", de Cerro de Pasco. Luego ingresó a la Universidad Inca Garcilaso de la Vega donde estudió la carrera de Derecho y posteriormente obtuvo el título de abogado.
Cuenta con una maestría en Administración Pública, por el Instituto Universitario de Investigación Ortega y Gasset. También cuenta con una maestría con mención en Derecho Constitucional (egresado) y estudios de maestría en Gestión Municipal y Desarrollo Local, en la Universidad Nacional Federico Villarreal. Asimismo, realizó una maestría en Gobierno y Gestión Pública en la Universidad de San Martín de Porres. 
En su carrera profesional, además de ejercer la profesión de abogado en diversas instancias judiciales y constitucionales, ha sido director general de Control de Servicios de Seguridad, Control de Armas, Municiones y Explosivos de Uso Civil del Ministerio del Interior en el año 2011, asimismo ha ejercido la función de vocal superior de la Corte Superior de Justicia de Huaura (2001–2003); desempeñándose también como gerente general de la empresa Visionarios S.A.C. (2013-2014).

## Carrera política
Incursionó en la política peruana en 1993 postulando como regidor del distrito limeño de Comas y luego en el año 2002 como alcalde por el partido Primero Perú.
Fue militante del Partido Nacionalista Peruano liderado por Ollanta Humala, desde febrero del año 2006 hasta su renuncia en septiembre del 2021. Postuló al Congreso de la República en las elecciones del año 2006 en alianza con el partido Unión por el Perú y luego en las elecciones del año 2011 con la alianza nacionalista Gana Perú, ambas ocasiones sin éxito.
El 29 de agosto del 2014, fue nombrado como viceministro de Promoción del Empleo y Capacitación Laboral, siendo entonces Fredy Otárola el titular del Ministerio de Trabajo y Promoción del Empleo.
El 17 de febrero de 2015, fue nombrado y juramentado por el presidente Ollanta Humala como nuevo ministro de Trabajo y Promoción del Empleo, en reemplazo de Fredy Otárola.
Durante su primera gestión, firmó en febrero del mismo año un acta junto a miembros de diversas organizaciones juveniles, a fin de comprometerse a trabajar para generar políticas de empleo juvenil, a través de la reactivación de la Mesa de Diálogo Social y Políticas de Promoción del Empleo Juvenil del Consejo Nacional de Trabajo y Promoción del Empleo. También fue blanco de cuestionamientos tras ser acusado de una supuesta falsificación en su hoja de vida y de sus vínculos con el empresario Martín Belaúnde Lossio.
Permaneció en el cargo hasta el final del gobierno el 28 de julio del 2016, donde fue reemplazo en el cargo por Alfonso Grados Carraro.
El 23 de abril del 2023, reapareció en el ámbito político al ser nombrado por la presidenta Dina Boluarte como ministro de Justicia y Derechos Humanos en reemplazo del renunciante José Tello Alfaro. En su gestión en el MINJUS defendió al estado peruano ante la Corte Interamericana de Derechos Humanos tras las graves denuncias de muertes ocurridas en las protestas del año 2023.
Se mantuvo en el cargo hasta el 6 de septiembre del 2023, donde dejó el cargo para luego asumir nuevamente el Ministerio de Trabajo y Promoción del Empleo en reemplazo de Fernando Varela. En el MINJUS lo reemplazó el abogado Eduardo Arana.

## Controversias
Daniel Maurate es cuestionado por sus vínculos con el caso Cuellos Blancos y también por sus llamadas con el prófugo César Hinostroza. Según la Diviac, Maurate registra 28 llamadas con el investigado exmagistrado Hinostroza y más de 188 comunicaciones con otros personajes relevantes del caso entre agosto del 2015 y enero del 2018, entre los otros personajes se encuentran el empresario Edwin Oviedo, Alberto Chang Romero y Antonio Camayo.